# Spreewaldkrimi: Das Geheimnis im Moor

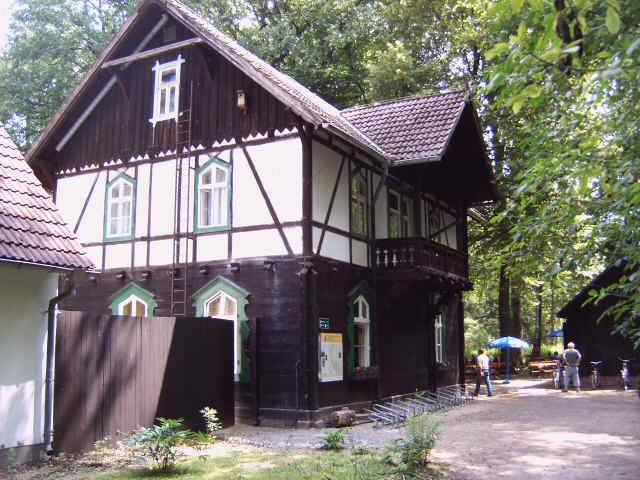
Wotschofska

Das Geheimnis im Moor ist ein deutscher Fernsehfilm von Kai Wessel aus dem Jahr 2006. Der zuerst am 16. Juli 2006 auf dem Filmfest München gezeigte Kriminalfilm wurde am 6. November 2006 im ZDF ausgestrahlt. Er ist der erste Film aus der Kriminalfilmreihe Spreewaldkrimi.

## Handlung
Bei Grabungsarbeiten im „Teufelsmoor“ bei Lübbenau entdecken Arbeiter 2005 eine mumifizierte Leiche. Nach Einschätzung der Gerichtsmedizinerin dürfte es sich bei dem Toten um einen Mann handeln, der höchstens fünfundzwanzig Jahre alt war und zwischen 1985 und 1990 ums Leben kam. Frakturen am Schädel deuten auf ein Tötungsdelikt, und so schickt der verantwortliche Hauptkommissar Thorsten Krüger die Leiche nach Berlin, wo mit Hilfe eines Computerprogramms das Gesicht des Toten rekonstruiert werden kann.
Dr. Til Desno übernimmt diese Aufgabe und ist entsetzt, als er das gestaltete Gesicht auf dem Bildschirm erblickt: Der Tote ist offensichtlich Ralf Liebig, ein Schulfreund aus Abiturzeiten, von dem es hieß, dass er in die Bundesrepublik Deutschland geflüchtet sei und zuvor seine Freunde an die Staatssicherheit verraten habe. Ohne seine Entdeckung preiszugeben, fährt er in den Spreewald, wo noch immer seine Mutter und auch seine geistig behinderte Schwester Nelly auf einem recht verwahrlosten Bauernhof wohnen. Er selbst mietet sich im Hotel des Ortes ein und trifft dort auf seine Jugendliebe Sabrina, der das Hotel gehört und die mit Karsten Hellstein verheiratet ist, mit dem er früher ebenfalls befreundet war. Er spricht mit ihr darüber, dass es sich bei der Moorleiche um Ralf Liebig handelt. Sie wollten damals alle gemeinsam in den Westen. Sie, das waren Til, Sabrina, Karsten und Ralf. Als Til mit Ralf in Streit geriet, stürzte dieser in einen Kahn und trieb ab. Somit war ihre Flucht geplatzt, die drei wurden überraschend festgenommen und mussten sich wegen der geplanten Flucht aus der DDR verantworten. Sie mussten annehmen, dass Ralf sie verraten hatte, doch nach Tils Recherche war er zu diesem Zeitpunkt schon tot. Ihm ist klar, dass sie die Letzten waren, die ihn demnach lebend gesehen haben dürften. Er spricht mit Hauptkommissar Krüger darüber, der daraufhin versucht, die Situation von damals nachzustellen, um Fließgeschwindigkeit und Richtung des Bootes zu ermitteln. Daraus ergibt sich, dass der Auffindeort der Leiche zu weit entfernt war und nicht in unmittelbarem Zusammenhang mit dem Sturz in den Kahn stehen kann.
Til weiß, dass Ralf vor dem Abitur die fünfzehnjährige Johanna vergewaltigt hatte. Eine Anzeige wurde durch die guten Kontakte seines Vaters, der damals  ein einflussreicher Generaldirektor war, vertuscht. Möglicherweise lag hier ein späterer Racheakt vor, doch beteuert Johanna, als Til sie daraufhin befragt, dass sie Ralf nichts angetan habe.
So versucht Til Hinweise darauf zu finden, wo Ralf sich nach ihrem Streit aufgehalten haben könnte. Er entdeckt unter den Sachen, die bei der Leiche gefunden wurden, einen Markierungsring für Vögel. Er erinnert sich, dass seine Schwester Nelly oft solche Ringe an Personen verschenkt hatte, denen sie vertraute. Da Nelly aufgrund ihrer Behinderung den Bauernhof nie verlässt, muss Ralf vor seinem Tod dort gewesen sein.
Auch Kommissar Krüger findet den Ring und kommt anhand der Registriernummer zu einem ähnlichen Ergebnis. Kurz nachdem er auf dem Bauernhof eingetroffen ist, kommt auch Til dort an. Krüger will ihn verhaften, da er ihn nun endgültig für den Mörder von Ralf Liebig hält. Um das zu verhindern, bricht Tils Mutter ihr Schweigen. Sie gibt zu, Ralf mit einer schweren Vase auf den Kopf geschlagen zu haben, weil sie ihn allein mit Nelly angetroffen hatte und annahm, dass er sie sexuell missbrauchen wollte. Die Leiche versenkte sie im Moor. Da sie damit rechnete, dass nach Ralf gesucht wurde, verriet sie die geplante Flucht der vier Freunde anonym der Stasi und hoffte, die Polizei damit ablenken zu können.
Aufgrund der Verjährungsfrist wird Tils Mutter strafrechtlich nicht belangt.

## Hintergrund
Die Dreharbeiten fanden an den Originalschauplätzen im Spreewald statt, so insbesondere in Lübbenau und auf der Wotschofska. Der Film greift regionale Besonderheiten auf. So wurden Szenen auf einem eigens aufgebauten Rummel auf dem Marktplatz in Lübbenau gedreht, die das alljährlich stattfindende Lübbenauer Stadtfest nachstellen sollen. Die Dreharbeiten fanden im September statt, das Stadtfest ist regelmäßig im Juli. In einer Szene wird eine Bemerkung in sorbischer Sprache gemacht, auch beteiligten sich regionale Folkloregruppen als Nebendarsteller, so stellt der Saspower Heimat- und Trachtenverein aus Cottbus eine größere Gruppe junger Frauen in Spreewaldtrachten. Besondere Benutzung fand auch das Lübbenauer Rathaus, im „Großen Saal“ wurden zum Beispiel die anfangs des Films gezeigten Tumulte anlässlich einer Aussprache zu geplanten Bauobjekten erstellt, auch die gegen Ende des Films gezeigte Abstimmung über die weitere politische Laufbahn des Leiters des Biosphärenreservats Hellstein wurde im Rathaus gedreht.

## Rezeption

### Einschaltquote
Die Erstausstrahlung von Geheimnis im Moor am 6. November 2006 wurde in Deutschland von 6,76 Millionen Zuschauern gesehen und erreichte einen Marktanteil von 19,9 Prozent für das ZDF.

### Kritik
„Einfühlsam entwickelter (Fernseh-)Kriminalfilm mit Ost-West-Thematik, der eine traumatische Vergangenheit auferstehen lässt.“

„Das Krimi-Drama, das sich in der Zauberwelt des Spreewalds entfaltet, ist eine herrliche Zumutung. […] Wem das Lügen- und Läuterungstheater im Stasi-Drama Das Leben der Anderen ein bisschen zu geschniegelt und zu schöngeistig daherkam, der wird in Das Geheimnis im Moor nun mit einem weniger sakral inszenierten Geflecht menschlicher Verfehlungen konfrontiert. Echter und angenommener Verrat, kleine Verbrechen und monströse Gerüchte, jugendliches Aufbegehren und pragmatisches Arrangieren mit den Verhältnissen bilden hier eine unheilvolle Allianz. Das Memorieren wird hier derart konsequent in Szene gesetzt, dass man gelegentliche dramaturgische Schwachstellen […] gerne übersieht. Vom Sounddesign […] über die Bildmontage […], bis zur Kamera von Holly Fink ("Dresden"), der grandios das Licht- und Schattenspiel der Baumwelt einfängt – all das sind Mittel, um die Entzauberung des Zauberwalds voranzutreiben.“

„Kai Wessels Film Geheimnis im Moor […] ist kolossal besetzt, von üppiger Handlungsfülle und nicht auf Anhieb zu durchschauen. […] Das große Melo-Finale, so oder so nah am Wasser gebaut, legt nochmals die kaum zählbaren alten Wunden offen und schließt mit allen bequemen Illusionen ab. Dem Ensemble ist unter der einfallsreichen Regie Wessels einer der unterhaltsamsten und intelligentesten Krimis seit langem gelungen. Der setzt auch seine gar nicht so heimliche Hauptdarstellerin klug ins diesige Licht: Der Star ist die Landschaft.“

## Buchausgabe
Das Drehbuch ist im Frühjahr 2022 als Teil der Gesamtausgabe der Spreewaldkrimi-Drehbücher von Thomas Kirchner als Buch erschienen. Eine Besonderheit ist dabei, dass die gedruckte Version der ursprünglichen Intention des Autors folgt und insofern Abweichungen von der filmischen Umsetzung enthalten kann.